# Podridura noble

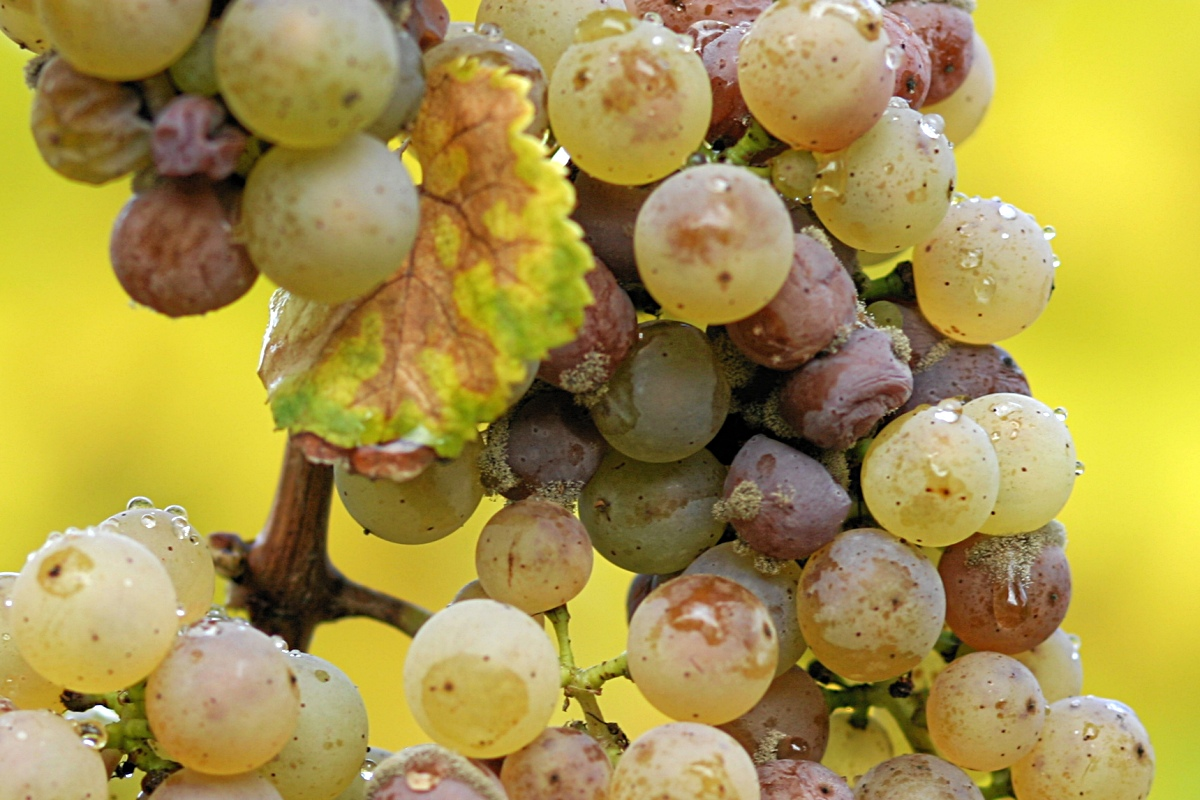
Podridura noble en un raïm Riesling

La podridura noble és l'efecte d'un fong anomenat Botrytis cinerea quan es desenvolupa als grans de raïm en algunes condicions d'humitat i d'assolellament concretes. Aquest fong també pot provocar la podridura grisa (botritis) que en altres condicions climàtiques pot fer malbé la collita.
L'efecte de la botritis es desenvolupa a través d'alimentar-se de l'aigua del raïm i d'aquesta manera provoca una concentració de sucre. El fong també té conseqüències sobre les aromes del vi, que es detecta ràpidament a través de l'olor i del tast en boca.
Per produir la podridura noble cal la presència d'un curs d'aigua per provocar humitat matinal els mesos d'octubre i novembre, d'aquesta manera es forma el fong. A Sauternes, França, és el curs del Ciron qui fa aquest paper. Hi ha altres llocs on també es desenvolupa la podridura noble com la Loira francesa o Tokay a Hongria.
La botritis és present des de la floració de la vinya, s'ha de respectar el seu desenvolupament i guiar-la durant els mesos de juny i agost. Algunes vinyes no necessiten rebre cap mena de tractament antifungídic, només es pot fer quan surten les fulles del cep, després, quan el raïm comença a madurar ja és tard. A la tardor, el raïm sobremadurat adquireix tons violacis i la polpa es transforma en una confitura daurada.

## Exemples de vins amb podridura noble
- Sauternes (França)
- Monbazillac (França)
- Coteaux du Layon (França)
- Quarts de Chaume (França)
- Tokay (Hongria)